# Calliptamicus antennatus
Calliptamicus antennatus är en insektsart som först beskrevs av Kirby, W.F. 1902.  Calliptamicus antennatus ingår i släktet Calliptamicus och familjen gräshoppor. Inga underarter finns listade i Catalogue of Life.